# Paxton (Nebraska)
Paxton – wieś w Stanach Zjednoczonych, w stanie Nebraska, w hrabstwie Keith.